# Plain (Wisconsin)
Plain – wieś w Stanach Zjednoczonych, w stanie Wisconsin, w hrabstwie Sauk.